# 沙木胡索特
沙木胡索特（1857年—1930年6月6日），蒙古黄金家族后裔，第九代（末代）哈密扎萨克和硕亲王。

## 生平
沙木胡索特是哈密扎萨克和硕亲王伯锡尔王府塔尔台吉之子。童年沙木胡索特因躲避战乱而居于天山山区，被牧羊老妇抚养。后来他被伯锡尔的亲王福晋迈哩巴钮找到，与伯锡尔的小女儿结婚。1882年，朝廷批准由沙木胡索特袭札萨克和硕亲王位。
1885年，沙木胡索特因向朝廷“捐输银两，奉旨赏戴三眼花翎并著乾清门行走。”此后他又受朝廷多次表彰。光绪廿一年（1895年）他获赏黄缰，1897年因“捐助军饷”而获“奖叙”，光绪三十年（1905年）赏穿带月素貂褂。1915年，沙木胡索特与儿子聂孜尔到北京，聂孜尔获封贝子，授沙木胡索特翊卫使、一等嘉禾章、特给親王双俸。
在其统治哈密期间，1907年的吐尔巴克事件以及1912年到1913年之间发生的铁木耳起义都被其镇压下去。
1930年6月6日，他在哈密去世。
沙木胡索特次子聶滋爾，民國23年（1934年）卒。聶滋爾長子伯錫爾，在減租反壩運動中被捕入獄，1951年死於獄中。